# Bulletin of the Institute of Jamaica, Science Series
Bulletin of the Institute of Jamaica, Science Series (abreviado Bull. Inst. Jamaica, Sci. Ser.) es una revista con ilustraciones y descripciones botánicas que es editada en Jamaica desde el año 1940.